# Francisco Elías de Tejada
Elías de Tejada y Spínola est un nom espagnol. Le premier nom de famille, en général paternel, est Elías de Tejada ; le second, en général maternel, souvent omis, est Spínola.
Francisco Elías de Tejada y Spínola, né à Madrid le 6 de avril 1917 et mort dans la même ville le 18 février 1978, est un historien et philosophe du droit traditionaliste espagnol.
Il est souvent considéré comme l'un des grands intellectuels de l'époque franquiste, mais pas nécessairement du franquisme lui-même, car il prit rapidement ses distances avec la dictature, bien que l’appréciation et la chronologie de son évolution varient selon les auteurs. En tant que théoricien du droit, il représenta l'école connue sous le nom de droit naturel — ius naturale —, en tant qu’historien des idées politiques, il se focalisa principalement sur le concept d'hispanité, et en tant que théoricien de la politique, il adopta une approche traditionaliste. En tant que carliste, il fut un idéologue plutôt qu'un protagoniste politique.

## Famille et jeunesse

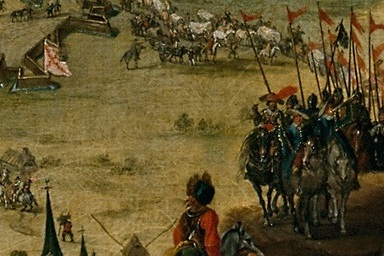
Siège de Breda par Peter Snayers.

La famille Tejada est originaire de Gênes ; la branche de Francisco Elías de Tejada s'installa à Naples puis, à la fin du Moyen Âge, à Muro de Cameros (La Rioja), et enfin en Estrémadure au début de l'ère moderne. Un ancêtre lointain de Francisco était le chevalier du XVIIe siècle Sancho de Tejada, dont le fils Elías excella pendant le siège de Breda et fit incorporer son prénom au nom de la famille. Au début du XIXe siècle, la famille de propriétaires terriens hidalgos possédait des domaines principalement à Castuera et Zalamea de la Serena,,. Le grand-père de Francisco se fit connaître comme avocat. Le père de Francisco, José Maria Elías de Tejada y de la Cueva (1891-1970), exerça également comme avocat à Castuera. En 1913, il épousa Encarnación Spínola Gómez (1891-1953), héritière d'une riche famille de propriétaires terriens locaux. C'est dans son domaine de Rinconada, près de Granja de Torrehermosa, que Francisco et son frère unique, passèrent la majeure partie de leur enfance, élevés dans un milieu profondément catholique. Bien qu'étant né à Madrid, il se considérait estrémègne,,,.
Lisant des livres sophistiqués depuis sa petite enfance et doué d'une excellente mémoire, le jeune Francisco fit d'abord ses études au collège jésuite de Nuestra Señora de Recuerdo dans le quartier madrilène de Chamartín,. Après le saccage de ses locaux en mai 1931, qui fut suivi par l'expulsion de l'ordre peu après, Tejada poursuivit son apprentissage à Estremoz, au Portugal, toujours chez les jésuites,,. En 1933, il obtint un bachillerato délivré par l'université de Séville. Inspiré par son mentor jésuite Fernando María de Huidobro,,,, il décida d'étudier le droit, ainsi que la philosophie et les lettres à l'Université centrale de Madrid. Diplômé dans les deux disciplines en 1935,, il partit étudier en Allemagne. À l'éclatement de la guerre il se trouvait à Berlin ; Tejada retourna en Espagne, et apprit que de nombreux membres de sa famille avaient été exécutés par les républicains à Granja de Torrehermosa,. En septembre à Calera de la Sierra, il s'enrôla dans les troupes nationalistes, combattant d'abord à Tolède puis servant comme artilleur pendant la bataille de Madrid,. En février 1937, il fut admis à l'école d'Alféreces Provisionales de Séville, qu'il abandonna bientôt pour des raisons de santé. En mai 1937, il avait l'intention de rejoindre l'aviation, mais fut nommé en août alférez assimilé dans une unité logistique de Séville, poste qu'il occupa jusqu'à la fin de la guerre.
Bien que décrit comme fortement attiré par les femmes, Elías de Tejada ne se maria qu'en 1962, à l'âge de 45 ans. Il épousa une Italienne de 20 ans sa cadette, Gabriella Pèrcopo Callet (1937-1986), descendante d'une famille napolitaine distinguée et au grand héritage intellectuel, parlant couramment l'espagnol, familière de la culture espagnole et docteur elle-même. Tout au long de sa vie, elle soutint Tejada dans tous les domaines, en tant que secrétaire, relectrice, éditrice, partenaire érudite, co-autrice, organisatrice, inspiration académique et âme sœur. Le couple n'eut pas d'enfant,. Francisco Elías de Tejada Lozano, diplomate espagnol du XXIe siècle exerçant comme ambassadeur et haut fonctionnaire du ministère des Affaires étrangères, est le descendant du frère de Francisco.

## Carrière académique

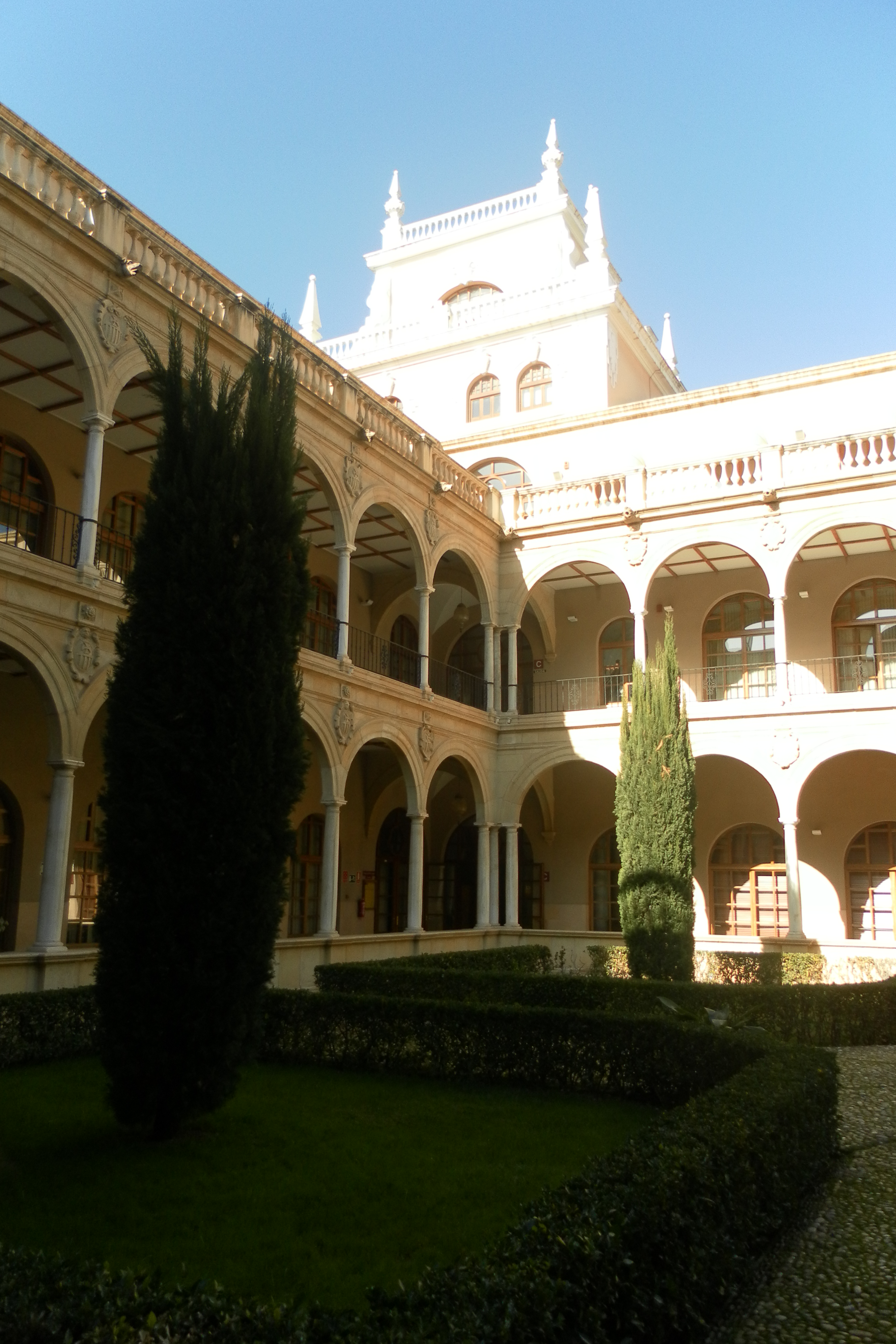
Faculté de droit de Murcie.

En 1935 déjà, Tejada fut nommé professeur assistant de droit politique à Madrid, une affectation à laquelle il demeura peu de temps car il partit rapidement pour l'Allemagne. Lorsqu'il servait dans l'armée nationaliste, il donna une série de conférences dans des cours de lettres et de philosophie, organisés par l'Université de Séville, publiant ses premiers travaux en 1939. Après avoir obtenu un doctorat grâce à une thèse sur Jerónimo Castillo de Bobadilla (es), Tejada revint à Madrid en 1939 en tant que professeur assistant pour assister Nicolás Pérez Serrano en droit politique. En 1940, il postula à la chaire de philosophie du droit à Séville et à Oviedo, mais échoua au concours (es) ; les examinateurs le décrivirent comme un orateur érudit et brillant, mais aussi désorienté, immature, ne se concentrant pas sur l'essentiel, manquant d'esprit de réflexion, excessivement lyrique et répétitif. Toujours en 1940, Tejada poursuivit son travail de recherche à l'étranger, ce qui lui donna l'opportunité de comparer l'ambiance au début de la guerre mondiale à Berlin et à Oxford.

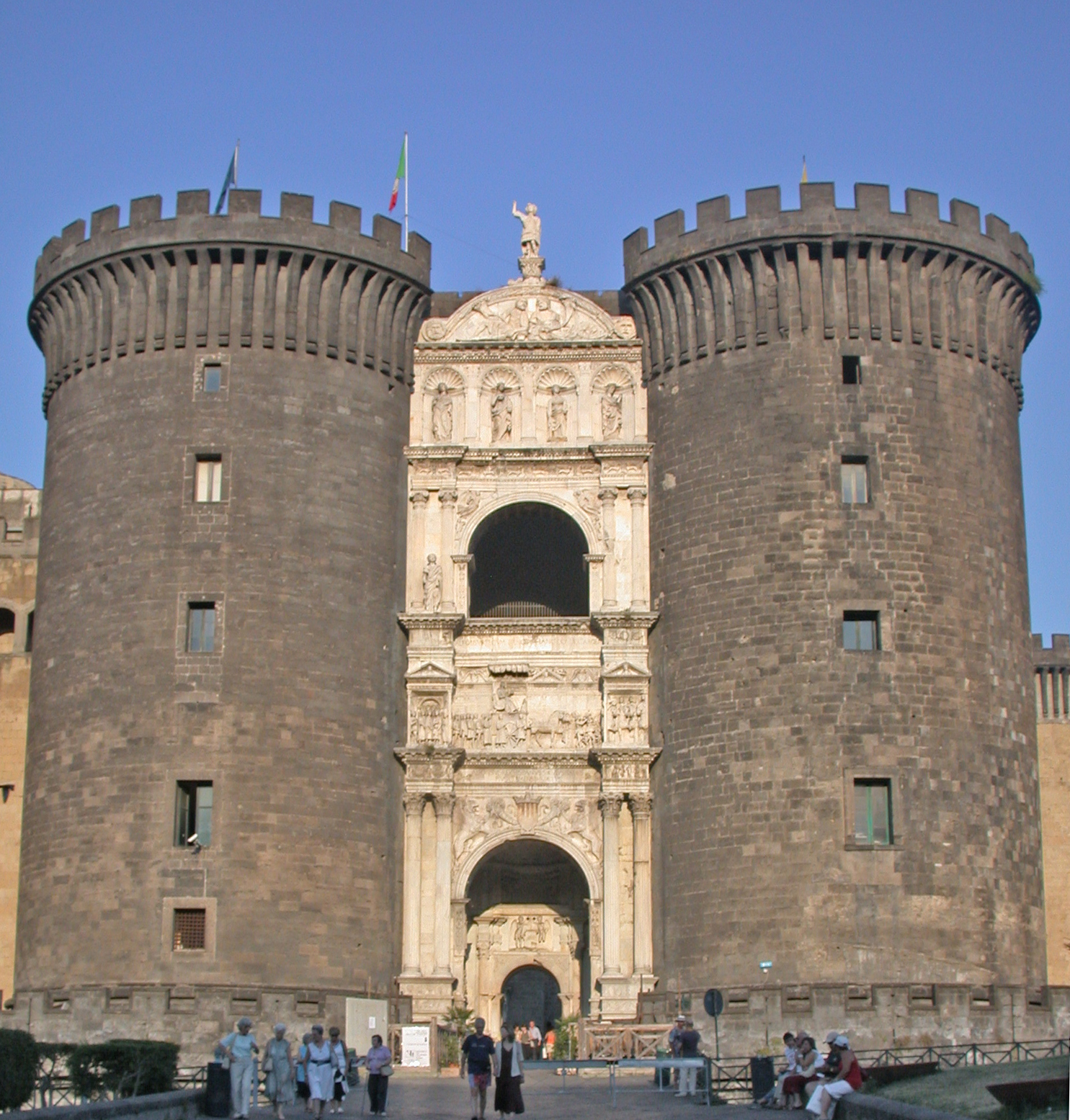
Naples, arc de triomphe d' Alphonse V d'Aragon

En mars 1941, Tejada remporta le concours pour la chaire de droit naturel et philosophie du droit à l'université de Murcie ; en 1942, il intégra l'université de Salamanque, ayant été le seul candidat,. En 1951, il échangea sa chaire avec Joaquín Ruiz Giménez Cortés et partit pour Séville, où il dirigea la philosophie du droit pendant 26 ans, présidant aussi périodiquement la chaire d'histoire des idées. Cependant, à l'exception du cours 1960-1961, il passa l'essentiel de la période 1956-1964 à poursuivre ses recherches à Naples, l'université se livrant à de multiples manigances administratives afin de justifier légalement un aussi long séjour,. À partir de 1964, il travailla sous un contrat de dedicación exclusiva. En 1969, il fut nommé conseiller honoraire du Conseil national d'Éducation, bien que ses relations académiques avec les autorités éducatives franquistes soient restées épineuses.

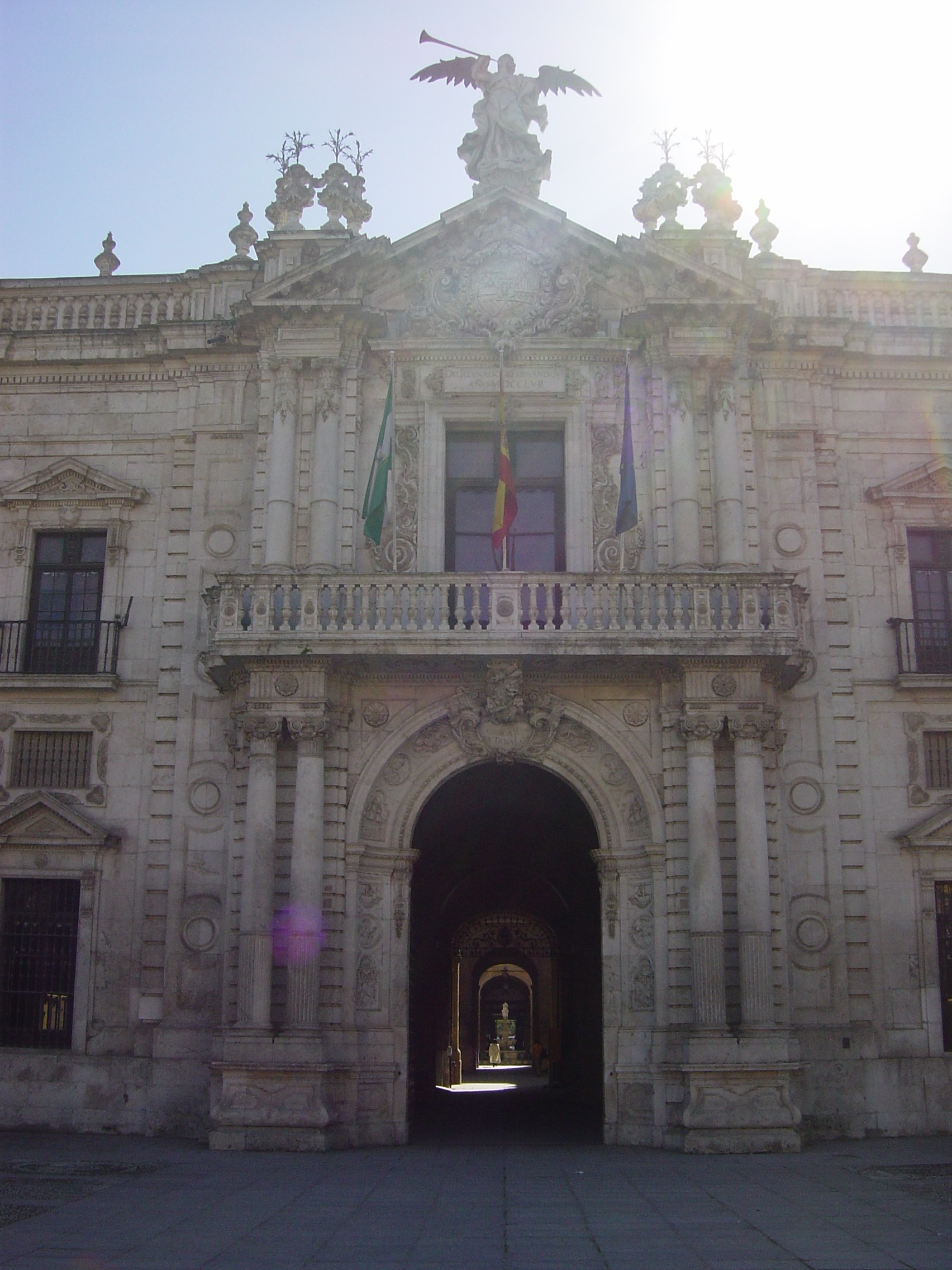
L’université de Séville

À partir du début des années 1970, Tejada tenta d'obtenir un poste à Madrid, mais ses candidatures de 1971, et 1974, à la Complutense échouèrent. Sa candidature de 1975 pour l'université autonome prit une tournure dérangeante lorsque Tejada contesta ses examinateurs en les qualifiant de linguistiquement incompétents, sa protestation étant finalement rejetée. En 1976 il perdit contre Elías Díaz García et fit appel de la décision, la question n'ayant pas été réglée avant sa mort. Cependant, en 1977, il fut nommé sans concours à la chaire de droit naturel et de philosophie du droit de la Complutense, mais mourut dans le courant de sa première année académique d'enseignement dans cette université,.
Bien qu'il fût membre d'un certain nombre d'institutions scientifiques à travers le monde, récipiendaire de plusieurs titres de docteur honoris causa, auteur extrêmement prolifique et au cours de sa vie lui-même sujet de 4 thèses de doctorat, Tejada ne réussit pas à intégrer l'élite des juristes espagnols et en particulier la Real Academia de Jurisprudencia y Legislación. Sa position dans le champ universitaire a été décrite de façon contradictoire. Certains prétendent qu'il était unanimement regardé comme intransigeant sur le plan doctrinal mais défenseur des étudiants, érudit ouvert d'esprit et tolérant, comme en témoigna sa direction du doctorat d'Enrique Tierno Galván, futur membre clé du PSOE. D'autres le présentent comme un « inquisiteur » redouté, hypocrite extrêmement querelleur poursuivant des objectifs personnels, et enclin à faire appel à la sécurité face aux manifestations estudiantines dirigées contre lui.

## Théoricien du droit

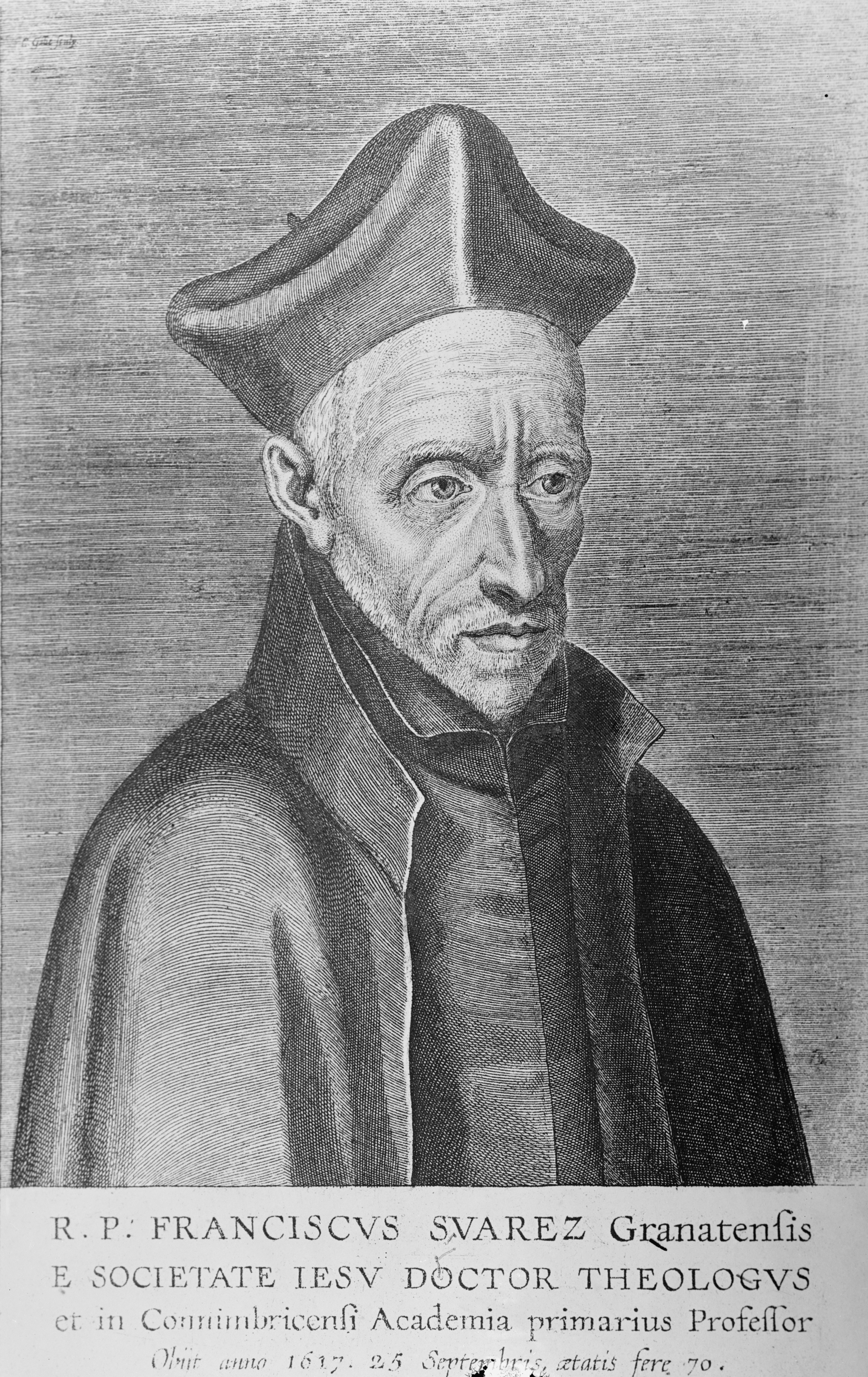
Francisco Suárez.

Tejada est considéré comme le principal représentant de l'école de droit naturel durant le franquisme, influencé par les premiers juristes espagnols modernes comme Francisco Suárez,, mais surtout Thomas d'Aquin ; il considérait son propre travail comme une simple glose de l'œuvre de saint Thomas. Par conséquent, au sein du iusnaturalisme, il est classé comme représentant de l'école néo-scolastique, par opposition aux écoles de droit naturel axiologique, néo-kantienne et innovatrice. Considéré avec Michel Villey comme un rénovateur du droit naturel européen classique du milieu du XXe siècle,, Tejada a clairement distingué sa propre vision du « iusnaturalisme rationaliste ». Dans ce cadre, il défendit l'idée que le rôle de la jurisprudence était de découvrir plutôt que d'inventer.
Le travail de Tejada consista à systématiser des concepts relevant de l'ontologie, l'anthropologie, de la logique et de l'axiologie. Sa contribution originale consista à les fusionner en un système complet, tout en introduisant un ensemble de concepts propres. Il n'est pas considéré comme un suiveur mais comme un érudit qui développa la philosophie juridique thomiste, crédité d'avoir tenté une synthèse avec l'école existentialiste, ; certains le considèrent comme représentant de l'existentialisme catholique légal, bien que ce point ne soit pas unanimement accepté. Il a été aussi décrit comme l'esprit moteur de l'émergence de l'Asociación Internacional de Iusnaturalistas Hispánicos "Felipe II". Enfin et surtout, Tejada est reconnu comme inspirateur d'un certain nombre d'érudits, en Espagne et dans le reste du domaine hispanique, bien que toutes ses propositions ne fussent pas acceptées par ses partisans.

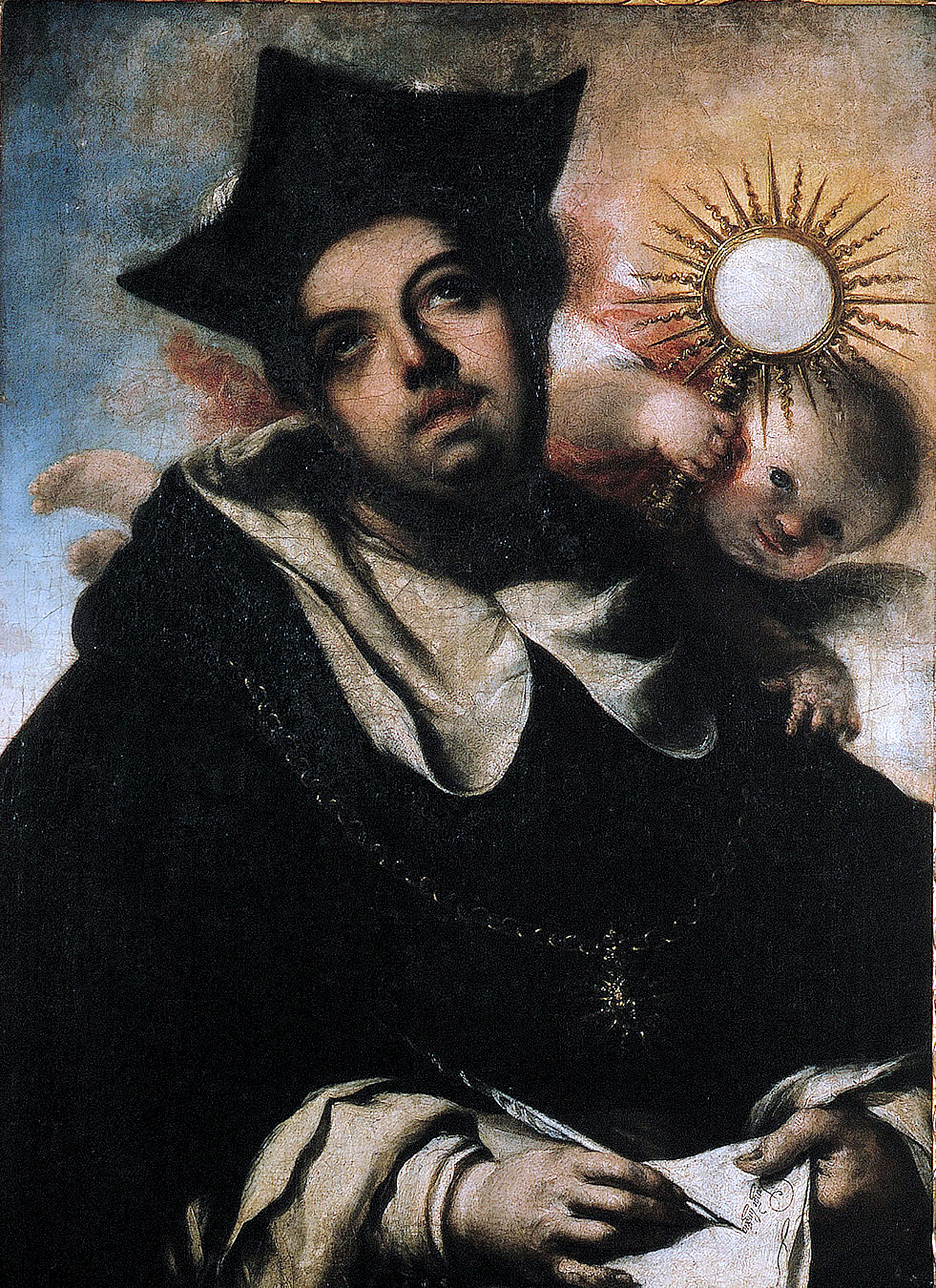
Thomas d'Aquin par Francisco Herrera el Mozo.

Pour Tejada, la loi était le résultat d'un rôle décisif assumé par Dieu, qui rendait néanmoins possible d'y trouver des raisons acceptables selon des critères humains à valeur objective,, la loi naturelle étant issue de la conjonction de la puissance divine et de la liberté humaine,,. Son but était double : le salut et la vocation, correspondant à la justice dans les relations avec Dieu et à la sécurité dans les relations avec les autres. Bien que des chercheurs signalent une certaine confusion quant aux termes utilisés,, la plupart s'accordent à dire que pour Tejada, la loi était « la norme politique avec un contenu juste », ou plus trivialement la confluence de la politique et de l'éthique,, soit un système normatif souverain, lié à la religion tout en en étant clairement séparé. Certains spécialistes concluent que Tejada était proche du normativisme,, d'autres trouvent néanmoins cette idée trop restrictive et prétendent que pour lui, la loi était bien plus qu'une norme. Un aspect distinctif de son discours jurisprudentiel est son application à des domaines culturels très variés, bien qu'il tentât de développer et magnifier une loi naturelle hispanique spécifique,.
Tejada continua d'écrire sur la théorie du droit tout au long de sa carrière universitaire ; sa première contribution dans ce champ fut publiée en 1942, d'autres l'étant à titre posthume. À l'exception de deux volumes de Historia de la filosofía del derecho y del Estado (1946), jusqu'à la toute fin de sa vie, l'œuvre de Tejada consista principalement en des articles dans des revues spécialisées, des exposés réalisés lors de conférences jurisprudentielles ou des précis universitaires. Le chef-d'œuvre de Tejada est le Tratado de filosofia del derecho, publié à Séville en deux volumes respectivement en 1974 et 1977, une étude approfondie et très érudite rassemblant toutes ses idées sur la théorie du droit. Il a écrit près de 300 ouvrages (livres, opuscules et monographies) et a participé à environ 400 autres (y compris des contributions mineures), dont plusieurs dizaines sont consacrées à la théorie du droit,,,.

## Historien de la pensée politique

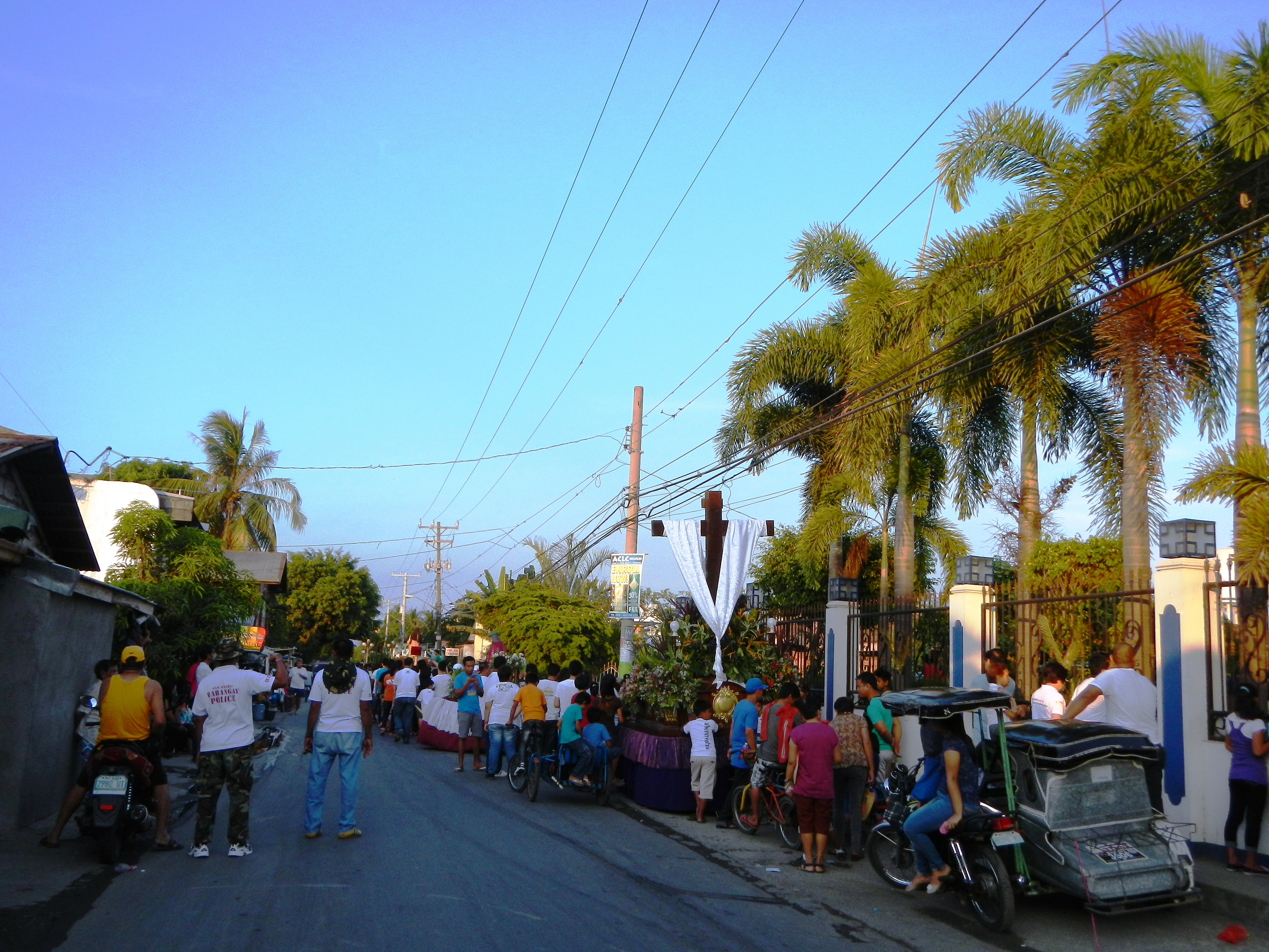
Une illustration de l'Hispanité : processions à l'occasion de la Semaine sainte à Baliwag (Philippines), à km de Madrid.

En tant qu'historien des idées politiques, Tejada se focalisa clairement sur le vaste domaine hispanique : il publia des études sur la Castille, la Catalogne, la Navarre, les Vascongadas, l'Estrémadure, le Pays valencien, la Galice, écrivit des ouvrages visant à constituer des descriptions synthétiques sur l'Espagne et le Portugal, consacra des travaux séparés à la Franche-Comté, la Sardaigne, Naples, la Sicile, la Flandre et Malte,, et écrivit sur la Floride, le Texas et la Californie hispaniques, les établissements portugais en Afrique et en Asie, les Philippines, le Chili, le Brésil, la Colombie et l'Amérique latine en général. Cependant, son zèle comparatiste l'amena à discuter de l'histoire de la pensée politique également au-delà des domaines lusophone et hispanique, par exemple en Angleterre, dans les traditions arabes et séfarades, en Allemagne, en Grèce, en Suède, en Norvège, en Islande, en Hongrie, au Japon, en Thaïlande, à Bornéo, en Éthiopie et au Mozambique, entre autres.
Tejada s'efforça de reconstruire et de définir une tradition politique hispanique depuis une perspective tantôt d'historien et tantôt de théoricien. Sa compréhension de l'« hispanité » était basée sur le concept de Las Españas — Les Espagnes —, perçues comme une forme politique de confédération, mais remontant en essence à une communauté pré-étatique. S'appuyant sur une conception d'unité dans la diversité (en) et intégrant les traditions locales, en particulier les fueros, la tradition hispanique se caractérisait par deux traits : une vision catholique de la vie alliée à un esprit missionnaire universaliste incarnés dans une monarchie fédérative. Selon Tejada, l'hispanité était apparue au Moyen Âge, avait atteint son apogée au début de l'Espagne des Habsbourgs avant de décliner à cause de la tradition française centralisatrice importée par les Bourbons. Un thème récurrent dans son œuvre est la confrontation entre les traditions hispaniques et européennes, ces dernières étant considérées comme nées d'une pensée anti-catholique, révolutionnaire, moderniste qu'il rendait coupable de la rupture forcée de la communauté hispanique.

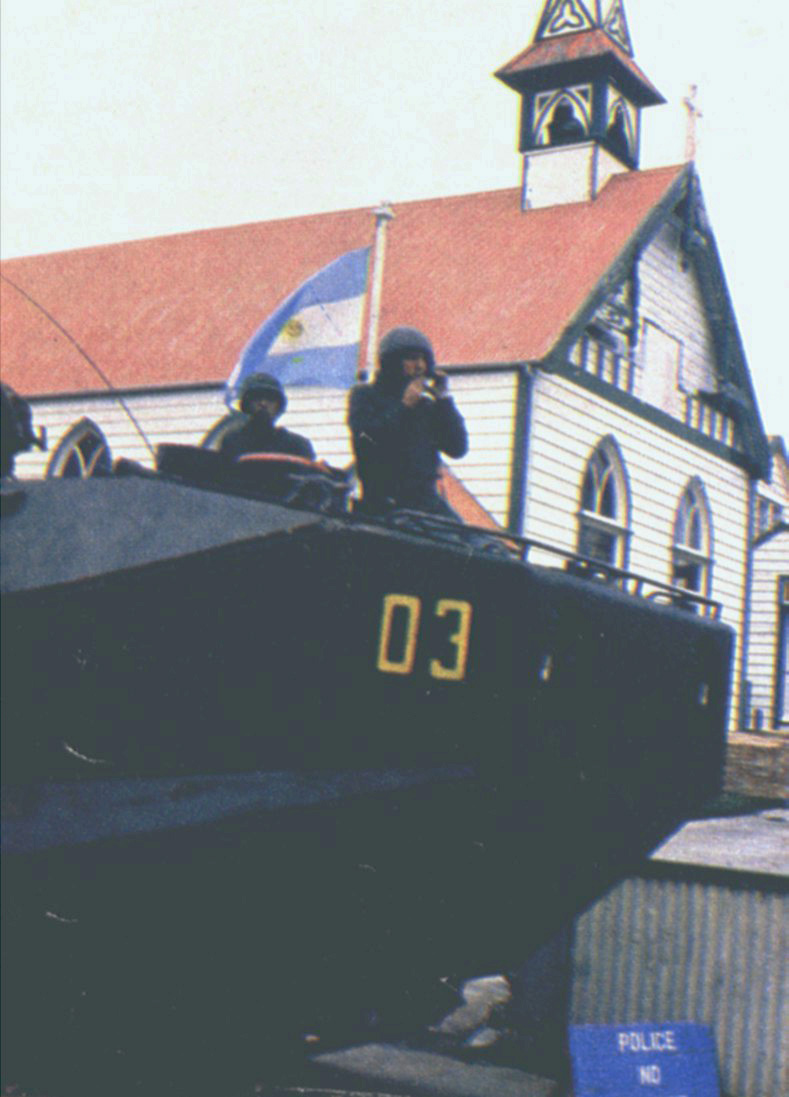
L'invasion des îles Malouines par l'Argentine en avril 1982, début de la Guerre des Malouines contre le Royaume-Uni.

Tejada comprenait la pensée politique comme un véhicule pour le maintien de la tradition et ignorait les dimensions impérialistes et ethniques de l'hispanité. Il considérait la communauté politique hispanique comme forgée par la volonté du peuple qui en faisait partie, et non comme le résultat d'une conquête. Les caractéristiques ethniques n'étaient que des moyens de transmission du patrimoine et une nation était définie comme une communauté de traditions, par opposition aux définitions positivistes axées sur des caractéristiques telles que la langue, la géographie, le régime, etc. Il étendit l'application du concept d'hispanité à des contextes très différents, comme les Philippines, l'Uruguay ou la Franche-Comté. Tejada avait une conception hautement providentialiste de la tradition hispanique, par exemple dans ses confrontations avec l'islam et le protestantisme, ou dans la conquête du Nouveau Monde ; certains spécialistes soulignent que  cette approche serait redevable à celle de Giambattista Vico,. Il fut également comparé à Marcelino Menéndez Pelayo en raison de certains traits communs : passion pour le patrimoine hispanique, grande érudition, un profil « reconstructeur » et un penchant traditionaliste,. L'approche de Tejada a été qualifiée de menéndezpelayismo.
Le premier ouvrage de Tejada sur l'histoire de la pensée politique parut en 1937 et les derniers en 1977. Contrairement à la théorie du droit, il ne produisit pas dans ce domaine de synthèse remarquable ; sa pensée se trouve au contraire éparpillée dans un grand nombre de livres, articles ou petits opuscules. En ce qui concerne les œuvres individuelles, on peut citer des études de cas comme le monumental, Nápoles hispánico (1958-1964) ou une Historia del pensamiento político catalán inachevée (1963-1965). Des publications tentant de donner un aperçu plus général sont La causa diferenciadora de las comunidades políticas (1943), Las Españas (1948) et Historia de la literatura política en las Españas (1952, publié en 1991).

## Théoricien politique

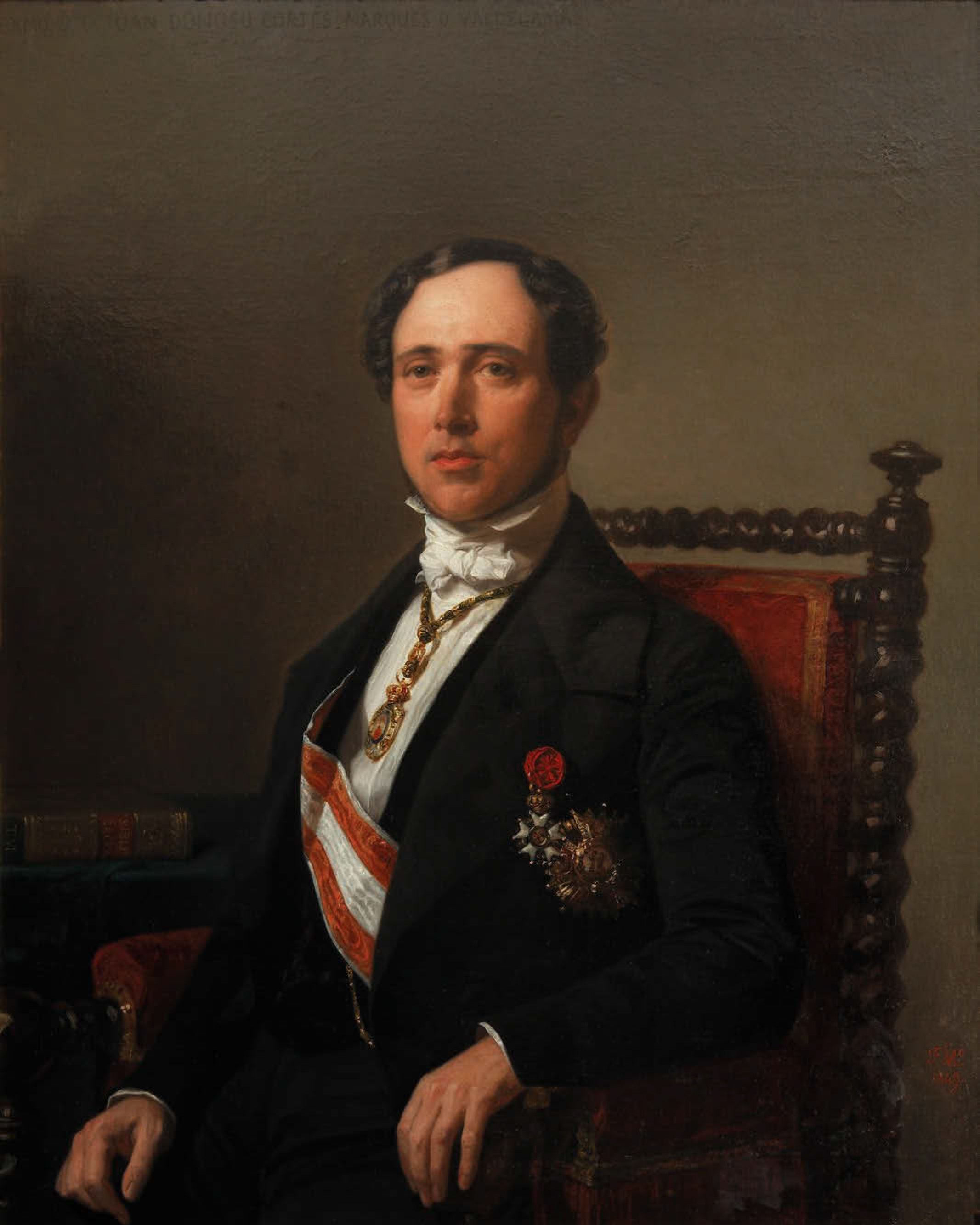
Le traditionaliste Juan Donoso Cortés.

Tejada développa initialement une théorie du leadership, (caudillismo ou caudillaje) autoritaire basée sur le concept d'hispanité,,, ; certains rapportent qu'au début des années 1940,, il aurait effectué une volte-face, devenant un antifranquiste véhément,, mais selon les autres il aurait pris progressivement ses distances avec le franquisme au cours des décennies suivantes, ; certains voient 3 phases dans son évolution tandis que d'autres présentent un parcours plus hétéroclyte. Certains universitaires se focalisent sur les œuvres de 1938-1940 et le considèrent comme un « superfasciste »,, mais les spécialistes tendent à minimiser les écrits liés au caudillaje et, se concentrant sur la période 1942-1978, voient Tejada comme un traditionaliste — ou plus spéfiquement comme « carliste traditionaliste » — ; il a également été décrit comme incarnant une option intermédiaire de « franquisme néotraditionaliste ». Parmi ceux qui le classent dans le traditionalisme, il est souvent considéré comme l'un des plus grands — voire le plus grand — représentant de la pensée traditionaliste espagnole de la seconde moitié du XIXe siècle,, bien que certains le présentent comme un théoricien de second rang.
Tejada percevait le traditionalisme comme une réponse espagnole singulière à la rupture de 1515-1648 dans la pensée politique européenne,,,, ; selon lui, cette dernière avait ensuite dégénéré en absolutisme, libéralisme, totalitarisme, et plus récemment en démocraties séculières, parlementaires, basées sur le libre marché  et le concept d'État-nation,. Dans sa vision, le carlisme était la meilleure incarnation politique du traditionalisme. L'essence du traditionalisme était triple. Premièrement, l'unité catholique ; certains spécialistes affirment que Tejada était opposé à la liberté religieuse, d'autres soutiennent qu'il était opposé à l'égalité des fois et préconisait une orthodoxie catholique endossée par l'État,,. Deuxièmement, elle embrassait une monarchie historique, sociale,, responsable,,, représentative,, forale,,, fédérative, missionnaire, organique et héréditaire,,,. Troisièmement, il était basé sur un modèle d'État subsidiaire. Ce dernier point marque un renversement total du penchant initial de Tejada pour un leadership aux pleins pouvoirs et reflète la logique traditionaliste de l'État au service de la société, de la société au service de l'homme et de l'homme au service de Dieu. Un État décentralisé,, en retrait, aux fonctions réduites, dont le rôle n'est que de fournir un cadre aux communautés qui le composent, développées historiquement et incarnées dans des institutions juridiques séparées ; les communautés en question doivent être gouvernées par des corps intermédiaires autonomes,, et participer à la politique de l'État en étant représentées aux Cortès par des délégués issus de divers « guildes, fraternités, regroupements, chambres, communautés et confréries »,,. Tejada juxtaposait les fueros communautaires espagnols aux libertés individuelles françaises. Selon certains, la proposition de Tejada visait à mener une discussion au sujet de ce à quoi l'Espagne devrait ressembler après Franco.

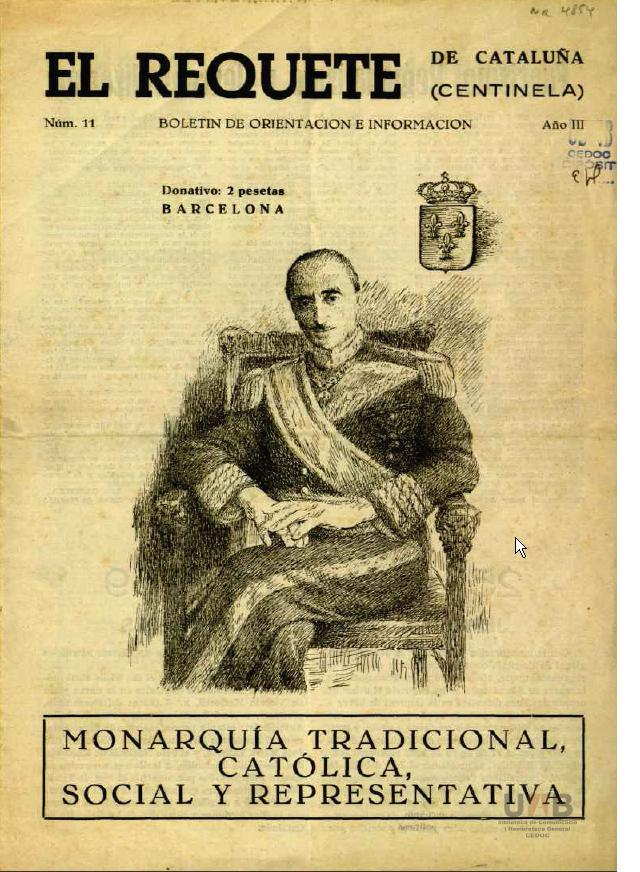
Une d’El Requeté de Cataluña, num. 11 (juillet 1959).

Les travaux de Tejada sur la théorie politique sont moins importants que ceux sur la théorie du droit ou sur l'histoire de la pensée politique ; de surcroît, certains se rapprochent davantage de manifestes politiques que d'écrits savants. Précédé par des feuillets axés sur le caudillaje de la fin des années 1930, le corps principal de son traditionalisme fut principalement exposé dans les années 1950, à la suite d'une activité à l'Académie Vázquez de Mella ; son travail le plus complet et la plus direct dans ce champ est La monarquía tradicional (1954) ; certains, comme El tradicionalismo político español, sont restés manuscrits. Il affina sa vision en détail dans les années 1960, en particulier lors des Congrès d'études traditionalistes, qu'il revisita de façon systématique au début des années 1970, principalement à la suite d'une lutte politique au sein du carlisme : un long manuscrit fut réduit et reformatté sous la forme d'un manuel, officiellement co-écrit avec Rafael Gambra Ciudad et Francisco Puy Muñoz — ¿Qué es el carlismo? (1971) —, avec des remaniements tardifs et des compilations publiés peu avant sa mort ou à titre posthume.

## Tejada et le carlisme

### 1936-1950: proximité avec le franquisme

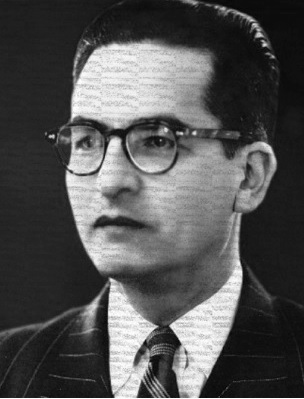
Elías de Tejada en 1945.

Certains auteurs affirment qu'il n'y avait pas d'antécédents carlistes dans la famille Tejada,. Il affirmait lui-même qu'il avait rejoint la  Communion traditionaliste à l'âge de 15 ans, était resté carliste pendant son adolescence et rentra en 1936 d'Allemagne pour s'enrôler dans l'armée nationaliste répondant à l'appel de son roi, le prétendant Alphonse-Charles de Bourbon bien qu'il donnât aussi d’autres versions contradictoires.
Il fut détaché auprès d'une unité falangiste durant la guerre civile. Ses écrits publiés en 1938-1939 l'identifient toutefois clairement comme adepte du national-syndicalisme et du caudillaje ; certains considèrent que sa préoccupation première est alors de justifier le régime. Il reconnut une grande admiration juvénile pour Hitler. C'est son deuxième séjour en Allemagne en 1940 qui le fit déchanter de l'État autoritaire et du parti unique ; son article de 1940 sur le caudillaje démontre un ton prudent. Au début des années 1940, il adopta une position de plus en plus dissidente. En 1942, il aurait fait référence à la « misère » du système franquiste ; la même année il fut brièvement détenu pour s'être opposé aux enrôlements dans la División Azul. Bien que ses écrits fustigeant le système comme une tyrannie anti-catholique n'eussent aucune chance d'être publiés dans le contexte de la dictature,, Tejada fit peu de secret de ses opinions et à la faculté de droit de Salamanque, vota contre la délivrance d'un doctorat honoris causa au général Franco. En 1944 un commando phalangiste fit irruption chez lui, le traîna jusqu'au parc du Retiro voisin et l'y abandonna inconscient après l'avoir battu,.

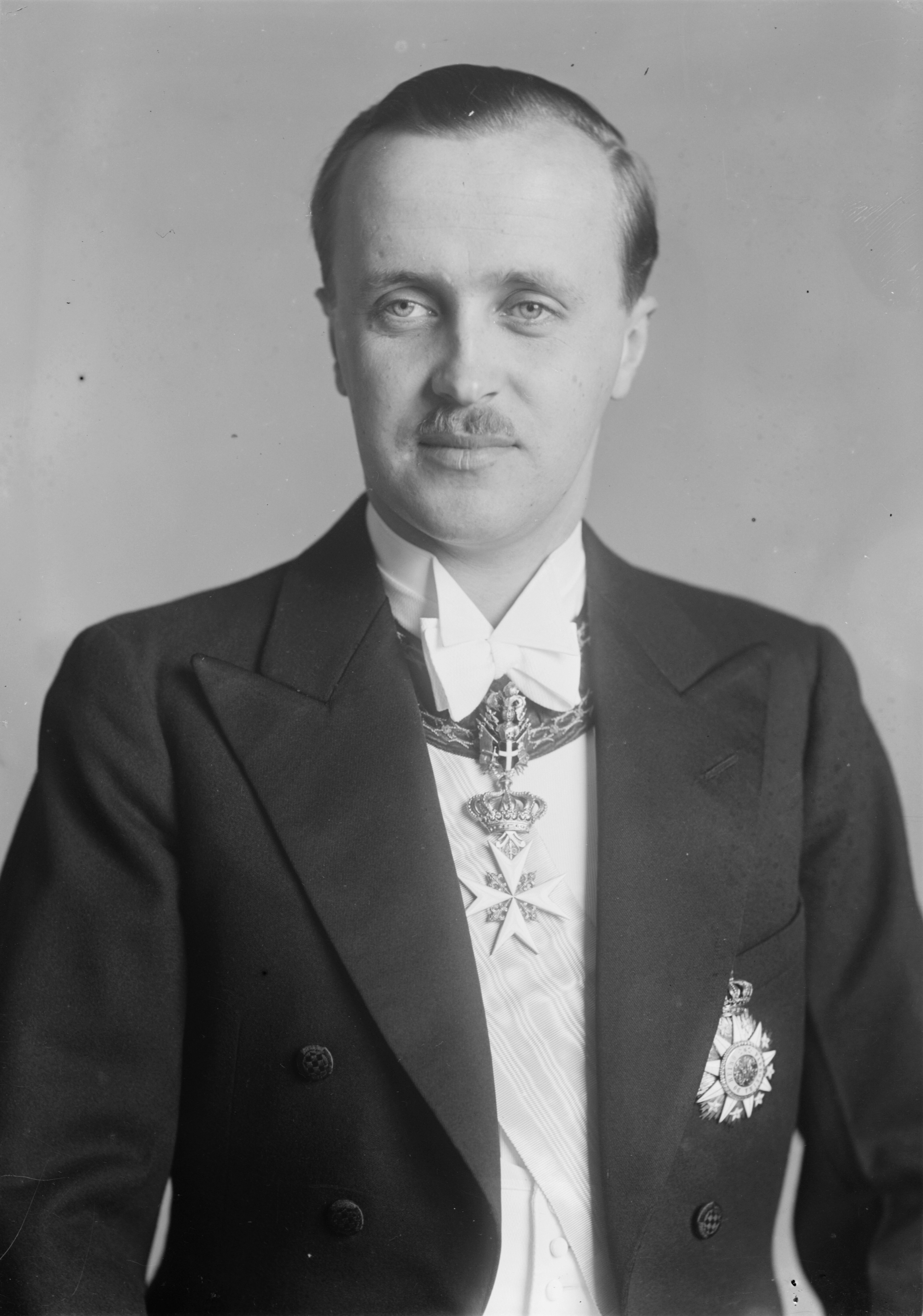
Dom Duarte Nuno

Au milieu des années 1940, Tejada se rapprocha de nouveau du carlisme, à cette époque sans roi, divisé en plusieurs factions et politiquement désorienté. Il entama sa collaboration à la cause carliste en coopérant avec certains de ses périodiques, il connut dans les cafés de Madrid des carlistes de différentes courants, y compris les carloctavistes collaborationnistes et les javieristas orthodoxes et intransigeants ; il participa également à leurs protestations publiques de faible ampleur contre le régime. Tejada participa à l'organisation d'un réseau culturel traditionaliste semi-officiel, probablement en accord si ce n'est à la demande du dirigeant politique carliste de l'époque Manuel Fal Conde, qui se matérialisa dans l'Academia Vázquez de Mella de Madrid ; à la fin des années 1940, il figurait parmi ses conférenciers les plus actifs. Désormais ouvertement  opposé au régime et ayant prôné le vote « non »  au référendum sur la loi de sucession de 1947 qu’il considérait comme une mascarade,, politiquement Tejada évita de s'identifier clairement à l'un des groupements carlistes. Il semblait plus proche des partisans du prétendant Dom Duarte Nuño de Braganza ; selon d'autres sources, il considérait simplement le prétendant portugais comme un candidat viable. Son hésitation prit fin en 1950, lorsqu'il s'aligna sur les javieristas et accepta de siéger dans leur exécutif national ; en 1951 il fut nommé par Don Javier commissaire des affaires extérieures de la Communion traditionaliste.

### 1950-1962:javierista

La Croix de Bourgogne, utilisé comme drapeau du carlisme à partir de 1935.

Au début des années 1950, Tejada s'engagea résolument dans la branche principale du carlisme et adopta une posture politique intransigeante. Il fustigea les carloctavistes dissidents,,, se plaignit à Fal Conde du profil permissif et de plus en plus chrétien-démocrate d'un quotidien carliste semi-officiel Informaciones et préconisa que Don Javier fît preuve d'audace en mettant fin à la régence — ce qui signifiait se déclarer ouvertement prétendant au trône d'Espagne —. Selon certains auteurs (mais certains le réfutent), il co-rédigea la Declaración de Barcelona, déclaration publiée par Don Javier en 1952 et qui annonça effectivement sa propre prétention au trône carliste,. Avec la publication en 1954 de La monarquía tradicional, Tejada devint le principal théoricien du carlisme ; la même année, au sein de l'organe suprême du parti, le Comité (Junta) national, il faisait partie de la Commission de culture et propagande. À cette époque, il était considéré comme l'un des politiciens les plus importants du carlisme.
Lorsqu'en 1955, Fal Conde fut libéré de la direction du mouvement et que le carlisme abandonna l'opposition intransigeante au régime au profit d'une coopération prudente, Tejada demeura perplexe. Il n'hésita pas à exprimer ses doutes sur la stratégie de collaboration préconisée par le nouveau chef José María Valiente, pourtant il décida de s'y conformer et accepta une nomination au Secrétariat nouvellement formé ; de plus, il suggéra à un certain moment la dissolution de l'organisation, car il la jugeait inefficace, et son remplacement par une direction personnelle de Valiente. Il ne croyait pas aux chances de la politique de rapprochement menée et fut de plus en plus frustré par le rejet de l'offre carliste de la part de Franco. Cependant, il s'engagea volontiers dans de nouveaux formats d'activités, désormais autorisés par le régime : Tejada fut actif dans la maison d'édition carliste Ediciones Montejurra,, dont il devint directeur, anima le périodique traditionaliste élitiste Reconquista, contribua à de nouveaux périodiques comme Azada y Asta et, surtout, se lança dans l'organisation des Círculos Culturales Vázquez de Mella (Cercles culturels Vázquez de Mella), un réseau institutionnel carliste semi-officiel. En 1960, il entra dans la Commission de culture de l'exécutif carliste et préconisa la création d'un Institut d'études juridiques.

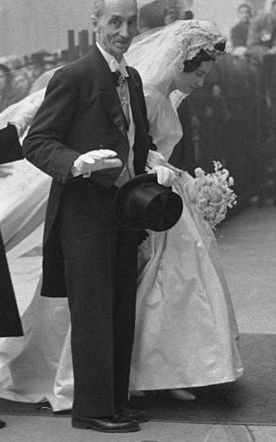
Don Javier en 1960, au mariage de sa fille Francisca.

Après avoir effectué une mission de recherche scientifique de longue durée en Italie, au tournant des années 1960, Tejada se détacha de plus en plus de la politique carliste quotidienne. Au sein du Secrétariat et de nombreux avant-postes culturels,, il se détourna quelque peu face à l'émergence d'un nouveau courant de jeunes militants formant l'entourage du prince Charles-Hugues. Bien qu'il en connût certains, en particulier leur meneur Ramón Massó, dans les années 1940 à l'Académie Vázquez de Mella,, Tejada développa de sérieux doutes sur l'orthodoxie carliste et les véritables intentions des hugocarlistas, les soupçonnant de poursuivre un agenda caché. La coopération se détériora pour déboucher sur une crise puis sur un conflit ouvert au début des années 1960, lorsque Charles-Hugues commença à détourner de lui la plupart des traditionalistes de la ligne dure. Tejada ne se fit pas d'illusion sur la possible confrontation de Don Javier avec son fils progressiste, et, en juillet 1962, décida de rompre avec les Bourbon-Parme ; certains auteurs prétendent qu'il fut expulsé. Il déclara à Charles-Hugues qu'il ne pouvait pas le faire roi, mais qu'il pouvait l'empêcher de le devenir,,. En 1963 déjà, Tejada le qualifiait d'« aventurier français au sang bâtard »,,.

### 1962-1978: opposition aux progressistes carlistes

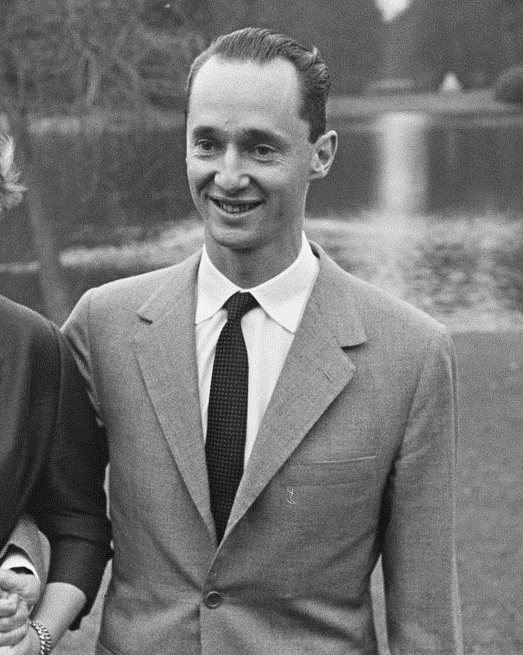
Charles-Hugues de Bourbon-Parme en 1964.

Après la rupture, Tejada ne rejoignit aucune faction carliste, bien qu'on reportât qu'il était favorable à RENACE, dont il appréciait la dimension de dépositaire des valeurs traditionalistes, sans soutien pour aucun prétendant spécifique,. Il se lança dans la constitution d'un réseau d'institutions défendant le traditionalisme orthodoxe. En 1963, il cofonda le Centre d'études historiques et politiques général Zumalacárregui, basé à Madrid, ; bien qu'officiellement affilié au Secrétariat général du Movimiento Nacional, il était conçu comme un think tank carliste,. Son activité culmina dans deux Congrès d'études traditionalistes, organisés en 1964 et 1968,,, ; le centre d'études publia également des périodiques et organisa des dénommées Jornadas Forales à travers le pays.
Dans la première moitié des années 1960, Tejada émergea comme l'idéologue des Juntas de Defensa del Carlismo, réseau essaimant dans le pays et uni par l'opposition au hugocarlismo,, ; il contribua également au lancement d'un nouveau périodique, Siempre. Au milieu des années 1960, Tejada figurait en bonne place parmi les leaders des adeptes, faiblement organisés, du traditionalisme orthodoxe ; son activité illustra une inclinaison croissante pour un vague compromis dynastique, destiné à bloquer les Bourbon-Parme ; cette stratégie le rapprocha des carloctavistas et des sivattistas. En 1966, il soutint le référendum sur la loi organique de l'État (en), qu'il considérait comme un pas en avant fait vers un idéal traditionaliste ; malgré cela, Alberto Carrillo-Linares le décrit comme « représentant une option fossilisée et agissant dans sa critique envers le système comme un franc-tireur isolé ». En 1968, Franco, soucieux d'exploiter des divisions pour son propre bénéfice, reçut Tejada afin de discuter de la question monarchique ; lors de cette unique rencontre personnelle entre les deux hommes,, Tejada tint au dictateur un discours légitimistes favorable à la lignée du duc de Bragance.
Le tournant des années 1970 représenta un désastre politique pour Tejada : le prétendant alphonsiste fut nommé futur roi et les hugocarlistas reprirent fermement le contrôle sur le carlisme. Sur le front officiel, en 1972 il fut jugé pour des propos antigouvernements. Sur le front carliste, son résumé doctrinal de 1971, ¿Qué es el carlismo?, clarifia grandement la position traditionaliste mais ne put empêcher la transformation du javierismo en Parti carliste, dominé par des socialistes. Au cours des dernières années du franquisme, il fut témoin et contribua même à la décomposition croissante du traditionalisme. En 1972, il se montra sceptique face au lancement d'une organisation opposée au hugocarlismo sur une base de Requetés, la «Hermandad de Maestrazgo», et ridiculisa ses dirigeants,, s'attirant quelques critiques en retour. Cependant, il s'engagea dans une autre initiative anti-hugocarlista, le Real Tercio de Requetés de Castilla, et se rapprocha du plus jeune des Bourbon-Parme, Sixte, parfois même considéré comme son mentor intellectuel. En 1975, il accepta Sixte comme chef du mouvement, mais pas en tant que prétendant ni régent, le qualifiant de « porte-drapeau de la Tradition ».

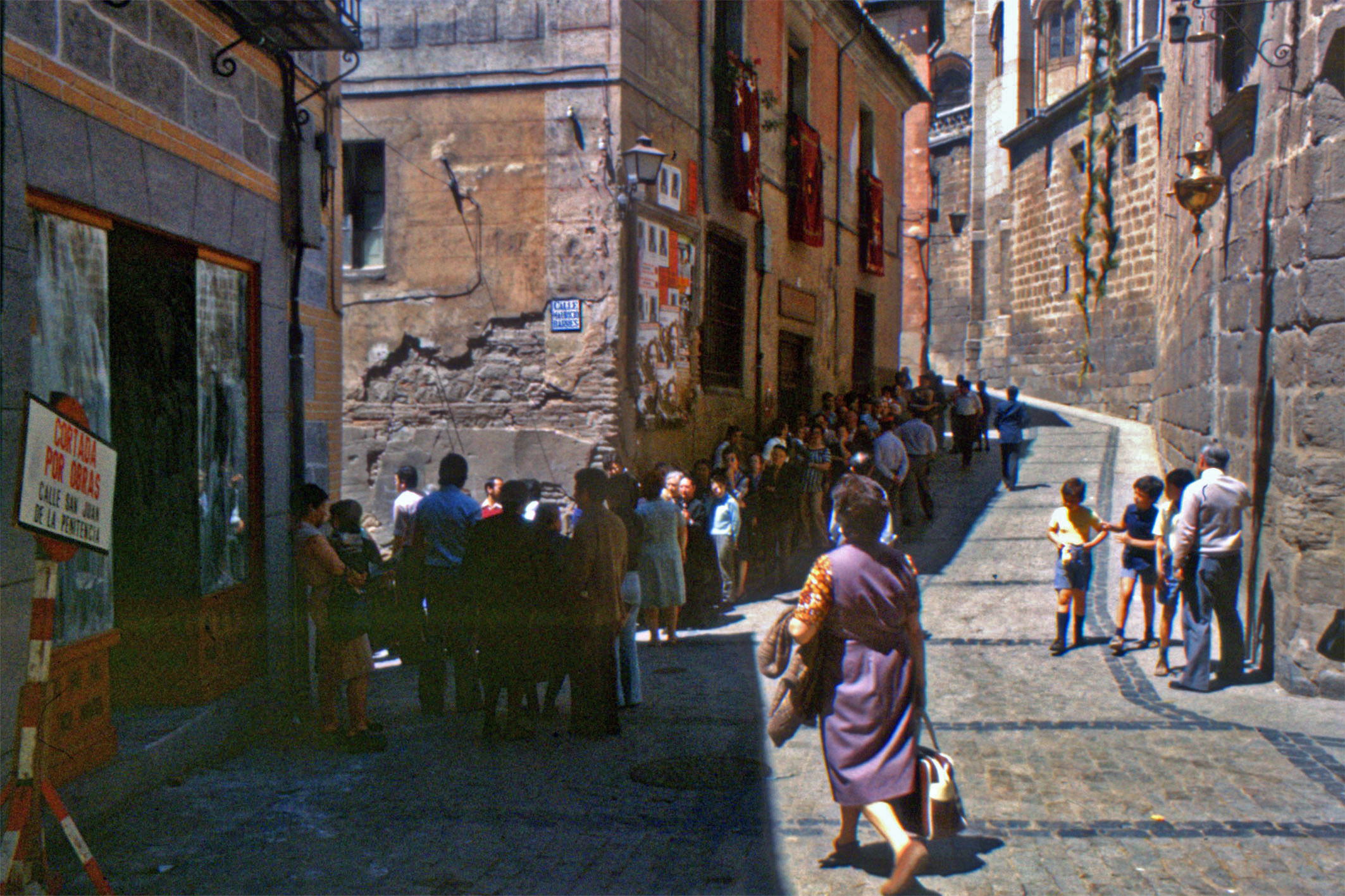
Scène de vote à Tolède lors des élections générales de 1977.

Dans un contexte d'amères escarmouches publiques amères avec les partisans du Parti carliste, après la mort de Franco Tejada tenta de construire une nouvelle organisation carliste, fondée en 1977 sous le nom de Comunión Católico-Monárquica-Legitimista,. Pendant la campagne des élections générales convoquées la même année, il s'associa, à l'Unión Nacional Española — qui regroupait d'anciens dirigeants carlistes qui avaient accepté la nomination de Juan Carlos Ier —et à Fuerza Nueva dans la coalition Alianza Nacional 18 de Julio ; il était prévu que Tejada soit candidat au Sénat pour Séville,, mais lorsque les dirigeants de l'alliance se déclarèrent fidèles à la pensée de Franco, il répondit publiquement que Franco était le plus grand ennemi du carlisme et se retira. Dans l'une de ses dernières interviews, il exprima ses inquiétudes au sujet de la particratie à venir — « la démocratie façon rousseauienne, révolutionnaire à la française, est politiquement la plus grande des tyrannies, la tyrannie irresponsable des masses sans visage, et culturellement, le triomphe de la médiocrité —,.

## Réception et héritage

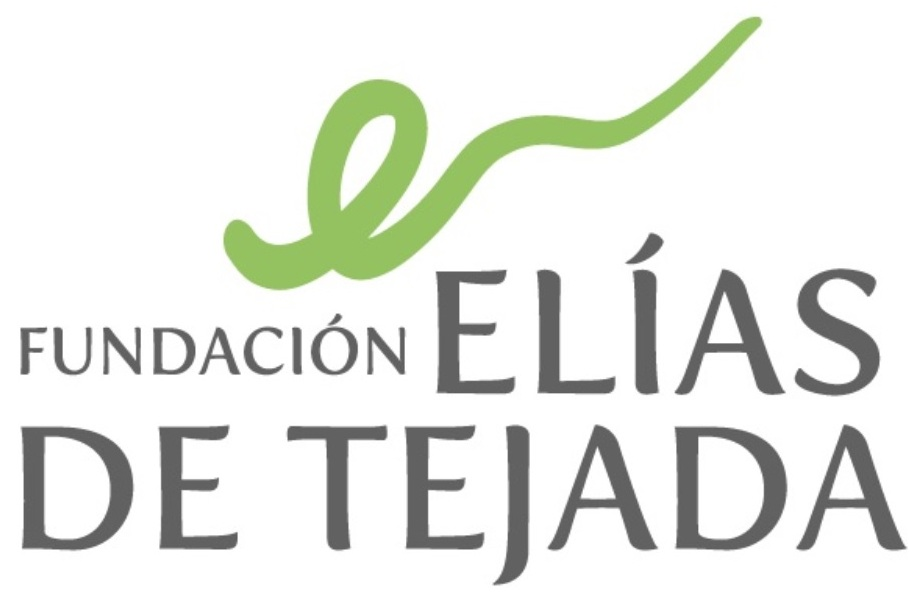
Logo de la Fondation Elías de Tejada

Dans l'Espagne d'après-guerre, Tejada fut principalement connu comme théoricien du droit ; les spécialistes actuels suggèrent que le cadre franquiste fournit un contexte favorable à la domination du iusnaturalisme sur d'autres écoles, voire affirment sans ambages que la néoscolastique fut le levier de l'auto-légitimation du régime, mis en application et déguisé derrière l'idée de « pluralisme ». Pour le régime franquiste, les écrits de Tejada sur l'histoire de la pensée politique furent appréciés lorsqu'ils étaient susceptibles d'être interprétés comme favorables à la dictature, en la dépeignant comme l'apogée ultime de la tradition hispanique, tandis que la théorie politique traditionaliste — acceptable dans les années 1950 — lorsqu’elle assuma des tons résolument carlistes devint clairement malvenue dans les années 1970.
À partir de la transition démocratique espagnole, l'intérêt pour l'œuvre de Tejada diminua considérablement ; à la fin de sa vie déjà, il fut considéré dans la presse comme un fanatique ridicule qui ne méritait pas de réponse. Plus tard il put être tantôt bien considéré— qualifié d’« extraordinaire juriste et écrivain » dans le journal conservateur ABC en 1982 — et tantôt dénoncé comme une « personnalité distinguée du franquisme ». En 1986, Gabriella Pèrcopo cofonda la Fundación Francisco Elías de Tejada qui rend hommage à sa pensée, en promouvant des études hispaniques. Deux institutions qu'il a créées, le centre Zumalacárregui et l'Association "Felipe II",, demeurent actives, organisant des conférences et éditant leurs propres publications ; certaines de ces initiatives sont soutenues financièrement,, par le ministère de l'Éducation et la Real Academia de Ciencias Morales y Políticas (RACMYP) ; cette dernière détient également une partie de la considérable bibliothèque de Tejada.
En 1977, Tejada déplorait déjà que les universités espagnoles deviennent des répliques mimétiques des universités européennes, ; certains affirment qu'en effet, dans les années 1980 et 1990, le traditionalisme en tant qu'école scientifique fut presque entièrement éradiqué du domaine académique espagnol, en dépit de la présence d'un certain nombre d'érudits actifs qui peuvent être considérés comme des disciples de Tejada ou fortement influencés par sa pensée,. Au-delà du domaine hispanique et lusophone, il n'eut guère d'impact, malgré quelques exceptions ponctuelles. Plusieurs dizaines de travaux ont été consacrés à Tejada : une monographie de Miguel Ayuso (1994), trois autres volumes et des articles essentiellement produits par ses disciples et publiés dans les revues spécialisées. Le trentième anniversaire de la mort de Tejada en 2008 donna lieu à quelques articles commémoratifs, y compris au Chili et en Pologne.

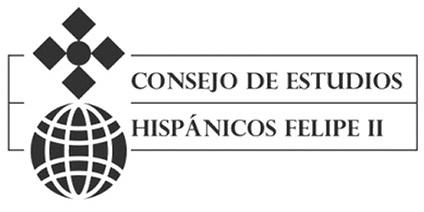
Logo du Conseil d'études hispaniques "Felipe II".

L'appréciation générale de la place de Tejada dans le milieu académique espagnol est contrastée. Certains, notamment ses disciples, soulignent l'étendue et la quantité de ses travaux,, et le font figurer parmi les plus grands intellectuels de son temps, qui dirigea sa propre école et construisit un « sistema tejadiano » ou « pensamiento tejadiano » holistique. D'autres le considèrent principalement comme un théoricien du droit ou soulignent ses travaux sur l'hispanité. Ses partisans soulignent également sa personnalité charmante,, et, le créditant d'une grande érudition, le considèrent comme un immense génie. D'autres suggèrent qu'il était un bigot à l'esprit étroit et à l'ego surdimensionné, vindicatif et avec qui il était impossible de traiter, dont la carrière fut rendue possible par la nature anti-démocratique du régime franquiste, le qualifient, lui ou sa pensée, de « réactionnaire », et affirment que sa conception de la « tradition espagnole »  « n'est ni tradition ni espagnole ». Selon d'autres enfin, il peut être décrit comme un représentant notable mais de second ordre du traditionalisme, ou bien comme un érudit éminent pour certaines de ses études de cas.

## Œuvres
- Ideas políticas de Ángel Ganivet, 1939
- En torno al concepto de nación, 1939
- En torno al erasmismo de Gil Vicente, 1942
- Introducción al estudio de la ontología jurídica, 1942
- La causa diferenciadora de las comunidades políticas, 1943
- La Tradición gallega, 1944
- Las doctrinas políticas del Príncipe de Viana, 1944
- El racismo. Breve historia de sus doctrinas, 1944
- El hegelismo jurídico español, 1944
- Las doctrinas políticas de Jerónimo Osorio, 1945
- Historia de la Filosofía del Derecho y del Estado, 1946
- Las doctrinas políticas en la Baja Edad Media inglesa, 1946
- Las doctrinas políticas de Eugenio Mª. de Hostos, 1949
- Ecos existenciales en la Filosofía del Derecho de la España actual, 1949
- La filosofía jurídica en la España actual, 1949
- Si es posible una filosofía jurídica existencialista cristiana, 1950
- Las Españas. Formación histórica. Tradiciones regionales, 1950
- Las doctrinas políticas en la Cataluña medieval, 1950
- Doce nudos culturales hispano-suecos, 1950
- Las doctrinas políticas en la Cataluña medieval, Barcellona 1950
- La Filosofía del Derecho en Filandia, 1951
- Antoni Aparisi y Guijarro, Antología, 1951
- El superhombre y Don Juan, 1952
- Positivismo y tradición en el pensamiento político de Ramalho Ortiago, 1953
- Las doctrinas jurídicas de Raimundo de Farias Brito, 1953
- La causa diferenciadora de las comunidades políticas, 1953
- La filosofía jurídica en la Noruega contemporánea, 1954
- Puerto Rico y el federalismo en el pensamiento de Hostos, 1954
- La ciencia jurídica en Islandia, 1954
- Filosofía jurídica brasileña, 1954
- La Monarquia tradicional, Madrid, Biblioteca del Pensamiento Actual, 1954
- La satira política en Portugal durante el siglo XV, 1955
- El pensamiento político de los fundadores de Nueva Granada, 1955
- Sociología del África negra, 1956
- Novela y poesía centroamericana, 1956
- Elefantes blancos pagodas doradas. Nueve noticias de Indochina, 1957
- Ideas políticas y jurídicas de San Isidoro de Sevilla, 1960
- Historia del pensamiento político catalán, Sevilla 1963
- El Señorío de Vizcaya (hasta 1812), Madrid, Minotauro, 1963
- Nápoles hispánico, 1964
- La Provincia de Guipuzcoa, 1965
- El Reino de Galicia hasta 1700, Editorial Galaxia, 1966
- La filosofía jurídica del profesor De Asis Garrote, 1970
- ¿Qué es el carlismo?, Escelicer, Madrid 1971
- Historia de la literatura política en las Españas, 1991
- La tradición portuguesa. Los orígenes (1140-1521), Editorial Actas, Madrid. 1999
- La monarchia tradizionale [prefaci de Pino Tosca], Edizioni Controcorrente, Arile. 2001
- Europa, tradizione, libertà. Saggi di filosofia della politica (Giovanni Turco (ed.)), Edizioni Scientifiche Italiane, 2005
- Poder y libertad, Ediciones Scire, Madrid 2008
- Derecho político, Ediciones Jurídicas y Sociales, Madrid, 2008